# Selenops sabulosus
Espèce
Selenops sabulosus est une espèce d'araignées aranéomorphes de la famille des Selenopidae.

## Distribution
Cette espèce est endémique de Djibouti.

## Publication originale
- Benoit, 1968 : Les Selenopidae africains au Nord du 17e parallèle Sud et reclassement des espèces africaines de la famille (Araneae). Revue de Zoologie et de Botanique Africaines, vol. 77, p. 113-141.